# Ciuculești, Alba
Ciuculești, mai demult Bucium-Șasa, este un sat în comuna Bucium din județul Alba, Transilvania, România.

## Istoric
De la sfârșitul secolului al XIX-lea până în 1905 paroh greco-catolic de Bucium-Șasa a fost Ariton Popa (1871-1946), ulterior protopop de Reghin și senator.
Între anii 1906-1910 paroh greco-catolic de Bucium-Șasa a fost scriitorul Ion Agârbiceanu (1882-1963). Acesta a scris aici nuvela „Fefeleaga”. Ulterior a scris romanul „Arhanghelii”, de asemenea inspirat de viața oamenilor din zonă.

## Personalități
- Eugenia Cicio Pop (1876-1951), soția lui Ștefan Cicio Pop
- Ion I. Agârbiceanu (1907-1971), fizician, fiul scriitorului Ion Agârbiceanu

## Monumente
Biserica de piatră, cu hramul Toți Sfinții, a fost construită ca biserică greco-catolică în anul 1821.
Casa parohială greco-catolică (în prezent ortodoxă) a fost edificată în anul 1848 de preotul Iosif Ciura, bunicul scriitorului Alexandru Ciura. În această casă a locuit scriitorul Ion Agârbiceanu între anii 1906-1910. Edificiul are o placă memorială.
Casa în care a locuit Sofia Danciu, personajul principal al nuvelei „Fefeleaga” de Ion Agârbiceanu, a fost distrusă de un incendiu în anul 2014.